# Košarica (Maslinjak)
Koordinati:   43°53′26″N, 15°24′33″E
Košarica je majhen nenaseljen oroček v Jadranskem morju. Pripada Hrvaški.
Košarica, ki se na nekaterih zemljevidih imenuje tudi Maslinjak, leži med otokoma Košara in Pašman, od katerega je oddaljen okoli 0,7 km. Površina otočka meri 0,034 km². Dolžina obalnega pasu je 0,78 km. Najvišja točka na otočku je visoka 17 mnm.